# Can I Play with Madness
Can I Play with Madness (в переводе с англ. — «Могу ли я играть с безумием?») — шестнадцатый сингл британской хеви-метал-группы Iron Maiden. Этот сингл достиг позиции № 3 в чарте синглов Британии.. Первый из четырёх синглов альбома «Seventh Son of a Seventh Son». Песня повествует о человеке (предположительно Седьмом Сыне Седьмого Сына), который пытается узнать будущее у пророка с хрустальным шаром. Он не верит пророчеству, на что пророк отвечает :
..ты хотел знать правду, сын 

- я сказал тебе правду 

Твоя душа будет гореть в озере огня .»
Оригинальный текст (англ.)...you want to know the truth son 

- I'll tell you the truth 

Your soul's gonna burn in the lake of fire..

## Список композиций
1. Can I Play With Madness (Смит, Дикинсон, Харрис) — 03:34
2. Black Bart Blues (Харрис, Дикинсон) — 06:40[2]
3. Massacre (кавер Thin Lizzy) — 02:56

## Состав
- Брюс Дикинсон — вокал
- Дейв Мюррей — гитара
- Эдриан Смит — гитара
- Стив Харрис — бас-гитара
- Нико МакБрэйн- ударные